# Reattore nucleare veloce a gas

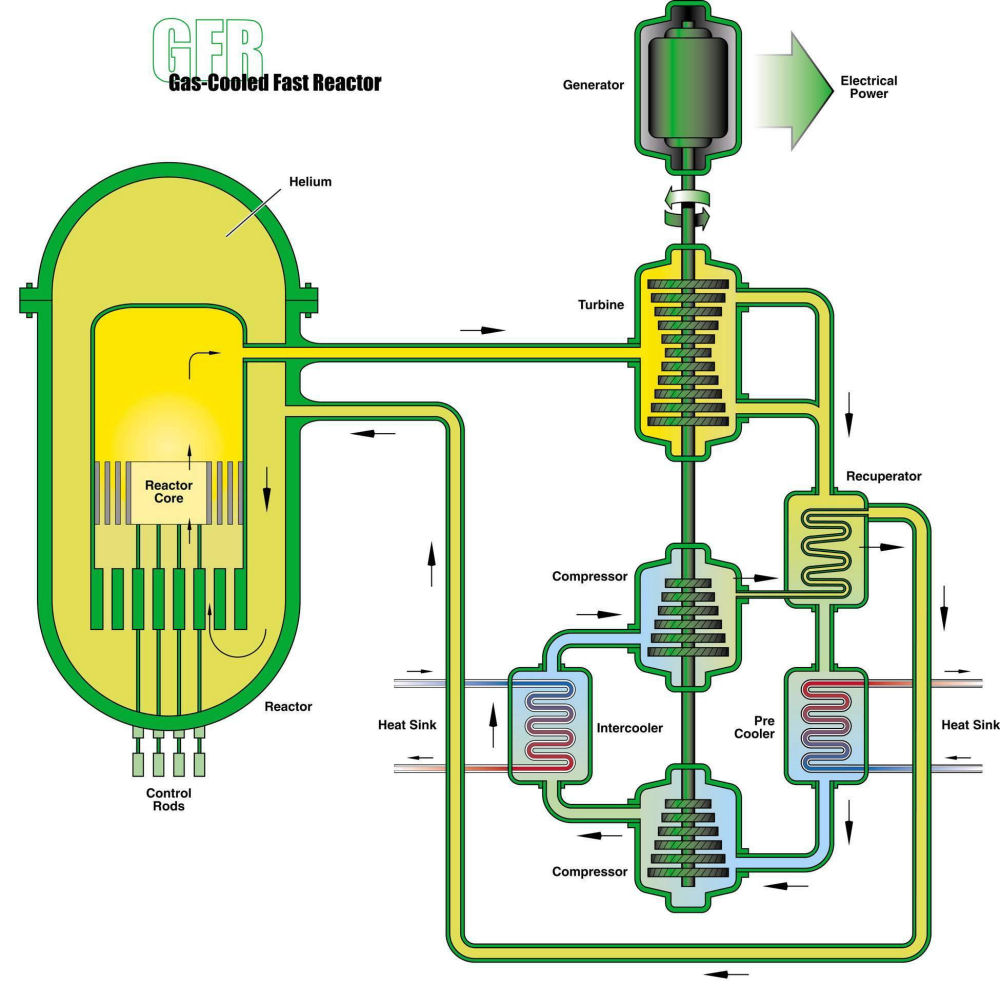
Schema di un reattore nucleare veloce refrigerato a gas di IV Generazione.

Un reattore nucleare veloce refrigerato a gas (in inglese: Gas-Cooled Fast Reactor (GFR), in francese: Réacteur à neutrons rapides à caloporteur gaz (RNR-Gaz)) è una tipologia di reattore nucleare a fissione a neutroni veloci autofertilizzante che utilizza il gas come fluido refrigerante.

## Tecnologia
Generalmente i reattori veloci (FNR) sono anche autofertilizzanti (in inglese breeder), ovvero sono capaci di generare più combustibile di quanto ne consumino; anche se vi possono essere dei reattori veloci burner, ovvero che consumano (bruciano) il combustibile nucleare.
Inoltre generalmente i reattori autofertilizzanti (breeder reactor) sono anche veloci (Fast breeder reactor - FBR) e utilizzano come combustibile nucleare l'uranio-238; ma possono essere anche termici (Thermal breeder reactor - TBR) e in questo caso utilizzano come combustibile nucleare il torio-232.
Il reattore nucleare veloce autofertilizzante (in inglese Fast Breeder Reactor - FBR) è una tipologia che, a seconda del fluido refrigerante può declinarsi in: "reattore nucleare veloce al sodio" (SFR), "reattore nucleare veloce a gas" (GFR) e "reattore nucleare veloce al piombo" (LFR).
Il reattore GFR è uno dei 6 reattori proposti dal Generation IV International Forum (GIF) per il reattore nucleare di IV generazione; insieme ai reattori veloci autofertilizzanti di tipo LFR e SFR, ai reattori veloci/termici di tipo SCWR e MSR e al reattore termico di tipo VHTR.
Nel quadro del GIF, lo sviluppo del reattore di IV generazione GFR è supportato da Euratom (JRC), Francia (CEA) e Giappone (JAEA).